# Polymère superabsorbant

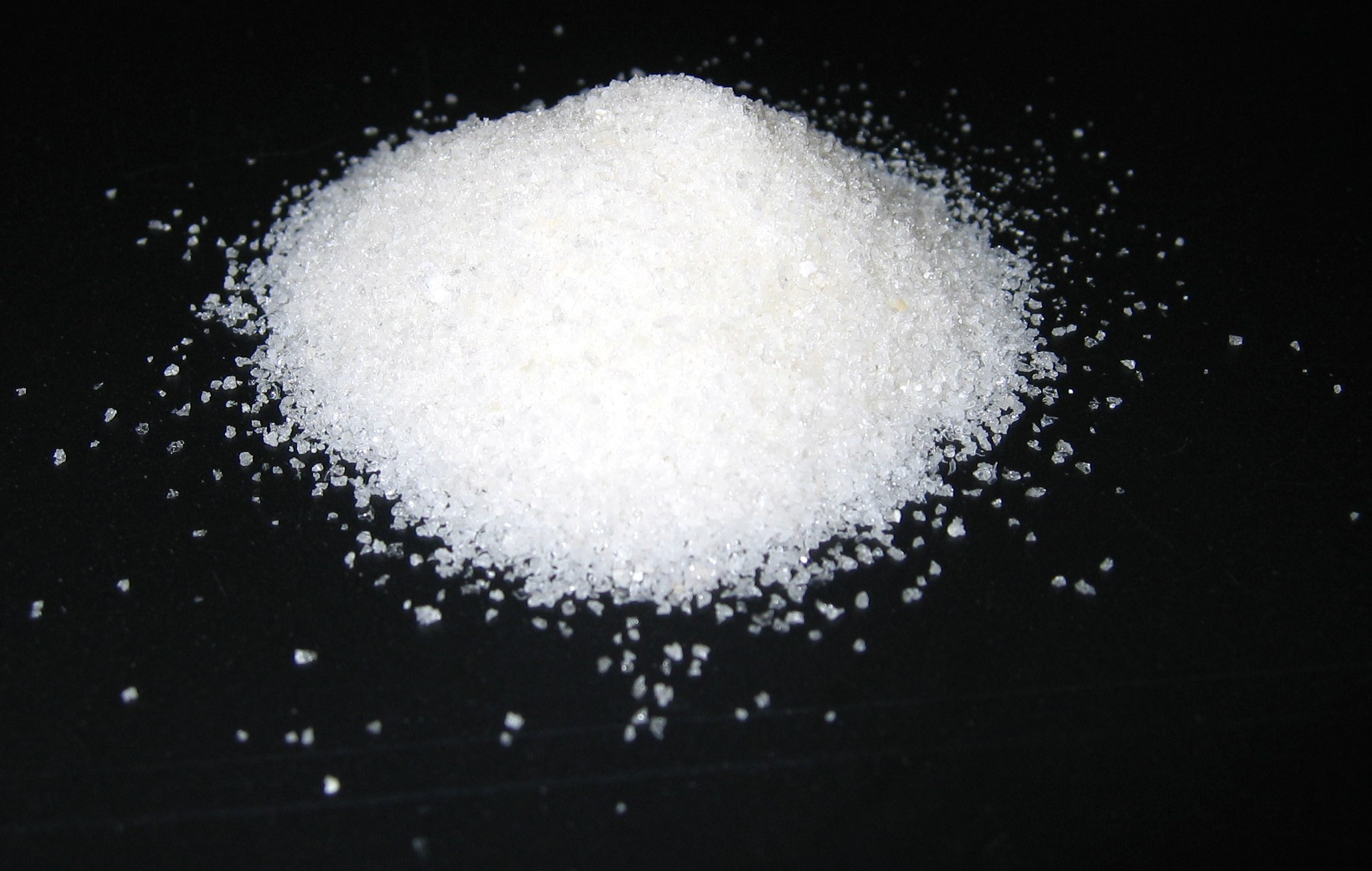
polyacrylate de sodium, polymère superabsorbant

Un polymère superabsorbant (en anglais, superabsorbent polymer ou SAP) est un polymère qui peut absorber et conserver de très grandes quantités d'un liquide en comparaison avec sa propre masse. Il peut ainsi absorber jusqu'à cent ou plusieurs milliers de fois sa masse en liquide. Le liquide absorbé peut être de l'eau ou un liquide organique.
Dans le cas de l’eau, les polymères superabsorbants sont surtout des polyélectrolytes comme les polyacrylates de sodium.

## Historique
Ils n'ont été inventés que récemment : première commercialisation vers 1970 de serviettes hygiéniques et couches d'incontinence pour adultes aux États-Unis, et en Europe en 1982 quand  Schickendanz et Beghin-Say en introduisirent dans des couches-culottes. Maintenant ils sont utilisés dans des domaines allant du biomédical à l'industrie électrique (pour l'ignifugation des câbles électriques par exemple).

## Description physico-chimique
Les polymères superabsorbants d'eau sont des polymères qui résultent de la polymérisation avec réticulation partielle de monomères éthyléniquement insaturés hydrosolubles, en particulier les acides acryliques et méthacryliques, et leurs sels alcalins. 
Ils peuvent absorber jusqu'à 1000 fois leur masse d'eau en quelques dizaines de secondes. Quand ils sont déshydratés, ils se présentent généralement sous forme de poudre blanche.
Ces matières sont formées d'un enchevêtrement de chaînes macromoléculaires polymérisées, reliées entre elles par des ponts.
Chaque maillon de la chaîne est fortement hydrophile. En présence d'eau, l'eau pénètre le polymère cela est dû à l'apparition d'un gradient osmotique. En effet le polymère obtenu n’est pas soluble dans l’eau, c’est un phénomène d’osmose qui est à l’origine de la pénétration de l’eau. Il se crée un gradient osmotique du solvant eau, pauvre en soluté ionique, vers le polymère, riche en soluté ionique. C’est un phénomène de diffusion donc lent.
Sous l'effet de l'insertion de l'eau, le réseau se déploie, le matériau gonfle et forme un gel translucide, plusieurs dizaines ou plusieurs centaines de fois plus volumineux.
L'élasticité du polymère tend à s'opposer au gonflement, et conduit finalement à un équilibre.
Par ailleurs, l'effet peut être contrebalancé par la pression osmotique : si le liquide ambiant est chargé d'ions qui ne peuvent pas migrer dans le réseau de polymères, la pression osmotique créée par la différence de concentration empêche l'eau de pénétrer dans le réseau : le polymère absorbe moins l'eau chargée de sels qu'il n'absorbe l'eau pure.
L'absorption est donc maximale pour de l'eau distillée. Elle est bien moindre pour de l'eau du robinet ou du liquide physiologique (absorption des couches).

## Applications
Ces matériaux sont utilisés de manière très variée pour un grand nombre de produits de consommation courante depuis des décennies. 

### Agriculture
Anecdotiquement, les polymères super absorbants (SAP) sont utilisés depuis quelques années en agriculture pour répondre aux problèmes de sécheresse afin d'offrir aux végétaux une meilleure tolérance aux courtes périodes de stress hydrique. Les premières synthèses de SAP furent réalisées aux Etats-Unis dans les années 1960 dans ce but. Mais des solutions plus biologiques sont également à l'étude telles que des gels à partir de carboxyméthylcellulose et d'amidon de pomme de terre ou de mélange de peau d'orange et d'avocat.

### Hygiène
Ils sont employés comme absorbant de liquides dans des garnitures de couches pour bébés, les produits d'hygiène féminine et les produits absorbants pour l'incontinence... Les couches ultra absorbantes contiennent de 12 à 15 g de superabsorbant.
Ils ne sont pas sensibilisants pour la peau, ni pour les muqueuses, et leur potentiel d’irritation est faible. 

### Dessiccateur et humidificateur
Ils peuvent être utilisés comme agent de contrôle de l'humidité dans l'emballage alimentaire, ou comme agent d'étanchéité pour l'enrobage des câbles.
Inversement, une fois chargés d'eau, ils peuvent être utilisés comme humidificateurs de tabac.

### Décoration et art floral
Les polymères peuvent être chargés de colorants, ce qui permet des effets décoratifs très variés.
Sans colorants, ils sont translucides, et pratiquement invisibles quand ils sont immergés dans l'eau: ils permettent de réaliser des compositions dans des vases, où sont immergés divers objets décoratifs soutenus par ce gel invisible.
Ils peuvent servir de support (colorés ou non) à des compositions florales, ou même servir de réserve d'eau pour des plantes permanentes (bonsaï, orchidée...). On prendra garde toutefois à ce que les sels nécessaires aux plantes induisent une différence de pression osmotique qui tend à faire dégorger les polymères.